# Nuttby Mountain
Nuttby Mountain är ett berg i Kanada.   Det ligger i provinsen Nova Scotia, i den östra delen av landet, 1 000 km öster om huvudstaden Ottawa. Toppen på Nuttby Mountain är 360 meter över havet. Nuttby Mountain ligger vid sjön MacRaes Lake.
Terrängen runt Nuttby Mountain är platt åt sydost, men åt nordväst är den kuperad. Nuttby Mountain är den högsta punkten i trakten. Runt Nuttby Mountain är det glesbefolkat, med 15 invånare per kvadratkilometer.. Närmaste större samhälle är Tatamagouche, 19,6 km norr om Nuttby Mountain.
I omgivningarna runt Nuttby Mountain växer i huvudsak blandskog.